# Hallucinogen (musiker)
 For alternative betydninger, se Hallucinogen. (Se også artikler, som begynder med Hallucinogen)
Simon Postford (født i 1971 i London), er en engelsk DJ og producer bedre kendt under sit kunstnernavn Hallucinogen. Han har specialiseret i psykedelisk trance siden han startede sin karriere i 1993. Hans debutalbum Twisted, blev udgivet i 1995, og opfølgeren kom i 1997, The Lone Deranger.

## Diskografi

### Album
- 1995 – Twisted
- 1997 – The Lone Deranger
- 2002 – In Dub
- 2009 – In Dub - Live

### Singler
- 1994 – Alpha Centauri / LSD (12")
- 1995 – LSD (Live Mix) (12")
- 1995 – Angelic Particles / Soothsayer (12")
- 1995 – Fluoro Neuro Sponge / Astral Pancakes (12")
- 1996 – LSD (12")
- 1996 – Deranger (12")
- 1996 – Space Pussy (12")
- 2000 – Mi-Loony-Um! (12")
- 2003 – LSD (Remixes) (12")